# Életpárti feminizmus
Az életpárti feminizmus az abortusz ellenzése olyan feministák részéről, akik úgy vélik, hogy a nők jogainak támogatását megalapozó elvek a magzatok élethez való jogát is támogatják. Az életpárti feministák úgy vélik, hogy az abortusz inkább ártott a nőknek, mint használt nekik.
Az Amerikai Egyesült Államokban a Feministák az Életért és Nagy-Britanniában a Nők az Életért mozgalom megalakulását követően az 1970-es évek közepén kezdett formát ölteni a feminista életvédő mozgalom. Jogi változtatásokra törekedtek az abortusz tekintetében, amely egyes országokban széles körben engedélyezett volt.

## Jövőkép és célok
Az életvédő feministák úgy vélik, hogy az abortusz legális lehetősége „támogatja az anyaságellenes politikai és társadalmi hozzáállást, amely korlátozza a nők állampolgári jogainak tiszteletben tartását”.
Laury Oaks, a Santa Barbara-i Kaliforniai Egyetem feminista tanulmányok docense azt írja, hogy amikor az abortusz legális, az abortuszpárti feministák úgy vélik, hogy „a nők végül úgy tekintenek a terhességre és az anyaságra, mint az oktatásban és a munkahelyen való teljes körű részvételük akadályára”, és az írországi életpárti feminista aktivizmust inkább „anya-, mint „nőpártinak” nevezi. Oaks hangsúlyozza, hogy míg az abortusz írországi ellenzői nagyra értékelik az anyaságot, és kritizálják azt az elképzelést, hogy a nőknek „joguk van az anyaságon túli identitáshoz", mások, mint például Breda O'Brien, az írországi Feminists for Life alapítója, azzal érvelnek, hogy a nők társadalmi hozzájárulása nem korlátozódik az ilyen szerepekre.
A feminista életvédő szervezetek általában nem tesznek különbséget az abortuszra mint jogi, erkölcsi kérdésre és mint orvosi eljárásra vonatkozó nézeteik között. Ilyen megkülönböztetést sok nő tesz, például vannak olyanok, akik nem vetetnék el saját terhességüket, de jobban szeretnék, ha az abortusz legális maradna.
Az USA prominens életvédő feminista szervezetei az abortusz megszüntetésére törekszenek az országban. A Susan B. Anthony List ezt tűzte ki „végső céljául”, a Feministák az Életért alapítója, Serrin Foster pedig azt mondta, hogy „minden esetben ellenzik az abortuszt, mert az erőszak sérti a feminista alapelveket”.

## Kapcsolat más mozgalmakkal
Az életvédő feministák inkább az abortuszellenes mozgalom, mint a feminista mozgalom részei. A feminizmus második hullámában, az 1960–70-es években az életpárti feminista csoportokat elutasították a mainstream feminista csoportok, akik azzal érveltek, hogy ahhoz, hogy egy nő teljes mértékben részt vehessen a társadalomban, alapvető elv a „termékenységének ellenőrzéséhez való erkölcsi és jogi jog”. Az ő szempontjukból az életpárti feministák azt mondták, hogy a mainstream feminista csoportok nem minden nő nevében beszélnek.
Miután nem sikerült a nagyobb feminista csoportok által elismert pozíciót szerezniük, az életpárti feministák az abortuszellenes és az élethez való jogot támogató csoportokhoz csatlakoztak.

## Viták
Oaks (2009) hozzájárulása miatt azáltal, hogy csatlakozott az abortuszellenes és az élethez való jogot támogató csoportokhoz, csökkent a feminista identitástudat, amely elválasztotta őket a többi életpárti csoporttól (annak ellenére, hogy „nőpárti” érveket használtak, amelyek különböznek a többi abortuszellenes csoport által használt érvektől).
Másrészt egyesek a feminizmust és az életpárti mozgalmat ellentétesnek tartják. Leach (2020) például azt mondja, hogy az életvédő mozgalom gyakorlatilag egy neopatriarchális kampánnyá fejlődött, amely elmélyíti a reproduktív elnyomást, míg a feminizmus a reproduktív szabadságot hirdeti.
Ezért Leach (2020) szerint mindkét mozgalom ellentmondásos, és mind a feministáknak, mind az „életpárti feministáknak” módosítaniuk kellene a diskurzusukat, hogy egy mozgalom egésze lehessen.
Másfelől Crispin Sartwell (2005) szerző az életpárti feminizmust a feminizmus egy másik ágának tekinti, mivel más, eltérő szemléletű mozgalmakhoz hasonlóan Sartwell szerint az életpárti feminizmus is a feminizmus egy másfajta szemléletmódja.

## Siglo feministái
Az életvédő feminista csoportok azt mondják, hogy a 19. századi női jogvédő aktivisták, mint Susan B. Anthony, Elizabeth Cady Stanton, Matilda Joslyn Gage, Victoria Woodhull, Elizabeth Blackwell és Alice Paul hagyományát folytatják, akik az abortuszt a férfiak által a nőkre kényszerített gonoszságnak tekintették.
A The Revolution című újságjukban számos kérdést megvitató leveleket, esszéket és vezércikkeket tettek közzé, köztük olyan cikkeket, amelyekben a „gyermekgyilkosságot” és a „csecsemőgyilkosságot” követelték.
A 20. század végén megnyílt a vita Susan B. Anthony abortuszról alkotott álláspontjáról: az amerikai abortuszpárti feministák Anthony szavait és képeit használják fel az abortuszpárti ügy népszerűsítésére. A 19. századi feminizmus amerikai kutatói és a választáspárti aktivisták tiltakoztak az ellen, amit Anthony öröksége és szüfrazsettista álláspontja elleni támadásnak tartottak, mondván, hogy az életpárti aktivisták hamis nézeteket tulajdonítanak Anthonynak, és hogy a 19. századi szavak használata a mai abortuszvitában félreérthető.

## Fordítás
- Ez a szócikk részben vagy egészben  a   Feminismo provida című spanyol Wikipédia-szócikk ezen változatának fordításán alapul.  Az eredeti cikk szerkesztőit annak laptörténete sorolja fel. Ez a jelzés csupán a megfogalmazás eredetét és a szerzői jogokat jelzi, nem szolgál a cikkben szereplő információk forrásmegjelöléseként.

## Bibliográfia
- The Cost of 'Choice': Women Evaluate the Impact of Abortion edited by Erika Bachiochi (2004, ISBN 1-59403-051-0)
- Prolife Feminism Yesterday & Today. Second & greatly expanded edition. Edited by Derr, Naranjo-Huebl, & MacNair (2005, ISBN 1-4134-9576-1)
- Prolife Feminism Yesterday & Today. edited by Derr, Naranjo-Huebl, and MacNair (1995, ISBN 0-945819-62-5)
- Pro-Life Feminism: Different Voices edited by Gail Grenier-Sweet (1985, ISBN 0-919225-22-5)
- Swimming Against the Tide: Feminist Dissent on the Issue of Abortion edited by Angela Kennedy (1997, ISBN 1-85182-267-4)